# Abraham van der Eyk
Abraham van der Eyk est un peintre néerlandais né à Leyde en 1684, mort en 1724. Son fils Matthijs van der Eyk (1710-1746) fut aussi peintre.

## Biographie
Sa mère, fille aînée de Frans van Mieris l'Ancien épousa l'aubergiste Matthijs van der Eyk. Ayant perdu tôt ses parents, son oncle, le peintre Willem van Mieris, fut son tuteur.

### Disputes entre remontrants et contre-remontrants en 1618

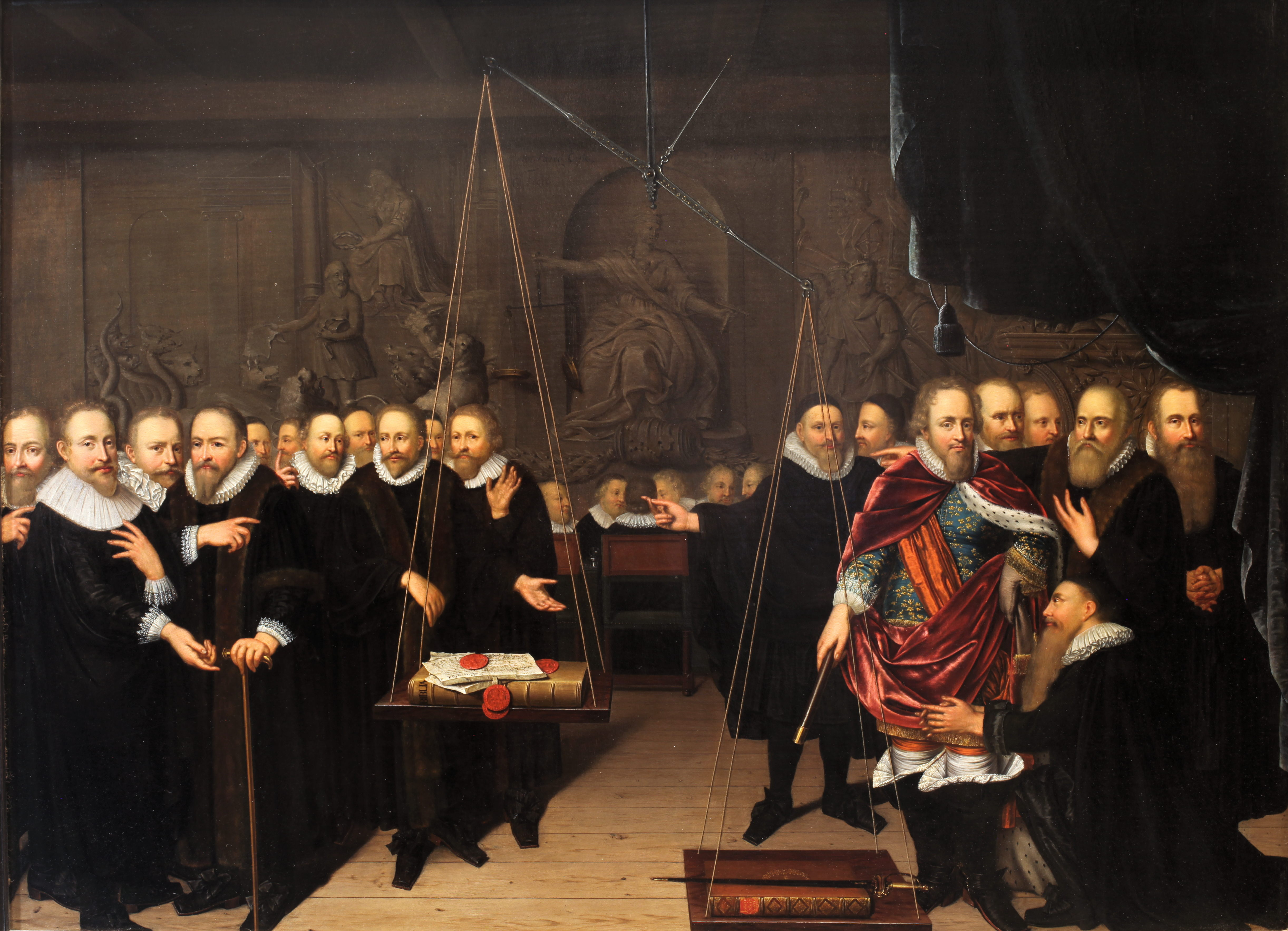
Disputes entre remontrants et contre-remontrants en 1618. (1721)

Ce tableau évoque la querelle entre les remontrants et les contre-remontrants au travers d'une allégorie. Il a été réalisé en 1721, un siècle après le Synode de Dordrecht, et est actuellement conservé au Musée des Beaux-Arts de Lyon. Sur le côté gauche, les arminiens ont placé une Bible sur la balance, accompagnée de leurs confession de foi, chacune dûment scellée de cire. Sur le côté droit, les calvinistes ont posé un livre portant le nom de « Calvin » (probablement son Institution de la religion chrétienne). Au-dessus du livre repose l’épée de Maurice de Nassau, prince d’Orange, symbolisant le pouvoir temporel, qui a injustement fait pencher la balance en faveur des calvinistes. Cette scène fait allusion à une histoire de l’historien romain Tite-Live, relatant un acte du chef gaulois Brennus.

## Œuvres
- Copenhague, Statens Museum for Kunst, Femme et servante à la fenêtre, 1709, huile sur bois, 27 x 33 .
- Copenhague, idem, Homme et servante à la fenêtre, 1709, idem.
- Vente Schloss Ahlden, (près de Hodenhagen, Basse-Saxe) Allégorie de la folie de l'homme et de la chasse au bonheur, 20 juin 1981, n° 831, 1718, huile sur panneau, 29,2 x 36,8  cm.

- Lyon, Musée des Beaux-arts,1721, voir plus haut.

### Citations
1. ↑  Shagan 2021, p. 167-168.

### Sources
- (en) Ethan H. Shagan, The Birth of Modern Belief: Faith and Judgment from the Middle Ages to the Enlightenment, Princeton, Princeton University Press, 2021